# Mingun
Mingun és una ciutat a la divisió de Sagaing, al nord-oest de Myanmar, situat a 11 km al nord del riu Ayeyarwady, a la part occidental des de Mandalay. La seva atracció principal són les ruïnes del Mingun Pahtodawgyi, les restes d'una stupa budista inacabada i que fou iniciada pel rei Bodawpaya el 1790.
El temple no es va completar a causa que un astròleg va afirmar que una vegada que el temple s'acabés, el rei moriria. Si la stupa s'hagués completat, hauria sigut la més gran al món a 150 m.